# طفاشة السافانا جانبية الرقبة
طفاشة السافانا جانبية الرقبة أو سلحفاة النهر جانبية الرقبة (الاسم العلمي:Podocnemis vogli) (بالإنجليزية: savanna side-necked turtle)‏ هي نوع من السلاحف تتبع جنس الطفاشة من فصيلة الطفاشيات.